# Prabir Das
Prabir Das (Sodepur, 20 dicembre 1993) è un calciatore indiano, difensore del Mumbai City, in prestito dal Kerala Blasters.

## Carriera

### Club
Ha giocato nella prima divisione indiana.

### Nazionale
Ha giocato nella nazionale indiana Under-19.
Viene convocato per la doppia sfida del 12 e 17 marzo 2015 contro il Nepal valevoli per le qualificazioni ai mondiali del 2018 senza però scendere in campo.

## Statistiche

### Presenze e reti nei club
| Stagione               | Squadra                | Campionato             | Campionato | Campionato | Coppe nazionali | Coppe nazionali | Coppe nazionali | Coppe continentali | Coppe continentali | Coppe continentali | Altre coppe | Altre coppe | Altre coppe | Totale | Totale |
| Stagione               | Squadra                | Comp                   | Pres       | Reti       | Comp            | Pres            | Reti            | Comp               | Pres               | Reti               | Comp        | Pres        | Reti        | Pres   | Reti   |
| ---------------------- | ---------------------- | ---------------------- | ---------- | ---------- | --------------- | --------------- | --------------- | ------------------ | ------------------ | ------------------ | ----------- | ----------- | ----------- | ------ | ------ |
| 2020-2021              | ATK Mohun Bagan        | ISL                    | 15+2       | 0          | -               | -               | -               | AFC Cup            | 0                  | 0                  | -           | -           | -           | 17     | 0      |
| 2021-2022              | ATK Mohun Bagan        | ISL                    | 17+2       | 0          | -               | -               | -               | AFC Cup            | 5                  | 0                  | -           | -           | -           | 24     | 0      |
| Totale ATK Mohun Bagan | Totale ATK Mohun Bagan | Totale ATK Mohun Bagan | 36         | 0          |                 | -               | -               |                    | 5                  | 0                  |             | -           | -           | 41     | 0      |
| 2022-2023              | Bengaluru              | ISL                    | 16+4       | 0          | SC              | 2               | 0               | -                  | -                  | -                  | DC          | 6           | 0           | 28     | 0      |
| 2023-2024              | Kerala Blasters        | ISL                    | 8          | 0          | SC              | 3               | 0               | -                  | -                  | -                  | DC          | 2           | 1           | 13     | 1      |
| 2024-gen.2025          | Kerala Blasters        | ISL                    | 1          | 0          | SC              | -               | -               | -                  | -                  | -                  | DC          | 0           | 0           | 1      | 0      |
| Totale Kerala Blasters | Totale Kerala Blasters | Totale Kerala Blasters | 9          | 0          |                 | 3               | 0               |                    | -                  | -                  |             | 2           | 1           | 14     | 1      |
| gen.-giu. 2025         | Mumbai City            | ISL                    | 5          | 0          | SC              | 0               | 0               | -                  | -                  | -                  | DC          | -           | -           | 5      | 0      |
| Totale carriera        | Totale carriera        | Totale carriera        | 70         | 0          |                 | 5               | 0               |                    | 5                  | 0                  |             | 8           | 1           | 88     | 1      |

## Palmarès

### Club

#### Competizioni nazionali
- Indian Super League: 2

Atlético de Kolkata: 2016, 2019-2020
- Coppa della Federazione indiana: 1

Mohun Bagan: 2016
- Durand Cup: 1

Bengaluru: 2022